# Pullimosina vulgesta
Pullimosina vulgesta is een vliegensoort uit de familie van de mestvliegen (Sphaeroceridae). De wetenschappelijke naam van de soort is voor het eerst geldig gepubliceerd in 2001 door Rohacek.